# Commelina gourmaensis
Commelina gourmaensis är en himmelsblomsväxtart som beskrevs av Auguste Jean Baptiste Chevalier. Commelina gourmaensis ingår i släktet himmelsblommor, och familjen himmelsblomsväxter. Inga underarter finns listade.